# Willem II in het seizoen 1978/79
Het seizoen 1978/1979 was het 25e jaar in het bestaan van de Tilburgse betaaldvoetbalclub Willem II. De club kwam uit in de Eerste divisie en eindigde daarin op de derde plaats, dit betekende een plek in de nacompetitie. Na zes wedstrijden waarin acht punten werden behaald eindigde de club op de eerste plek, waarna promotie werd behaald naar de Eredivisie. Tevens deed de club mee aan het toernooi om de KNVB Beker, hierin werd in de tweede ronde verloren van Roda JC (1–2).

## Wedstrijdstatistieken

### Eerste divisie
|       | SC Amersfoort | FC Amsterdam | FC Den Bosch '67 | SC Cambuur | FC Dordrecht | Eindhoven | Excelsior | Fortuna SC | De Graafschap | FC Groningen | sc Heerenveen | Helmond Sport | SC Heracles '74 | SVV   | Telstar | SC Veendam | FC Vlaardingen '74 | FC Wageningen |
| ----- | ------------- | ------------ | ---------------- | ---------- | ------------ | --------- | --------- | ---------- | ------------- | ------------ | ------------- | ------------- | --------------- | ----- | ------- | ---------- | ------------------ | ------------- |
| Thuis | 3 – 0         | 1 – 1        | 3 – 0            | 1 – 1      | 5 – 0        | 4 – 1     | 1 – 1     | 2 – 1      | 3 – 0         | 3 – 0        | 3 – 0         | 1 – 1         | 2 – 2           | 3 – 2 | 2 – 1   | 5 – 0      | 2 – 0              | 5 – 1         |
| Uit   | 1 – 1         | 1 – 2        | 4 – 1            | 0 – 0      | 0 – 0        | 1 – 2     | 4 – 0     | 2 – 0      | 1 – 1         | 0 – 1        | 0 – 0         | 0 – 2         | 0 – 0           | 2 – 0 | 1 – 1   | 3 – 0      | 0 – 0              | 0 – 0         |

### Nacompetitie
| Nacompetitie                                                                                           | Telstar                                                     | 3 – 0 (1 – 0) | Willem II                                                              |
| 7 juni 1979 Plaats: Velsen Schoonenberg Toeschouwers: 6.500 Scheidsrechter: Henk van Ettekoven         | Chris Knoop 29' Paul Stam 51' Coen Akersloot 63'            |               |                                                                        |
| Nacompetitie                                                                                           | Willem II                                                   | 2 – 1 (1 – 0) | Fortuna SC                                                             |
| 10 juni 1979 Plaats: Tilburg Gemeentelijk Sportpark Toeschouwers: 14.500 Scheidsrechter: Henk Weerink  | Henk van Rooij 17' Wil Swaans 64'                           |               | 75' Peter Prauser                                                      |
| Nacompetitie                                                                                           | FC Groningen                                                | 0 – 3 (0 – 1) | Willem II                                                              |
| 13 juni 1979 Plaats: Groningen Oosterpark Toeschouwers: 16.000 Scheidsrechter: Jan Keizer              |                                                             |               | 14' Martin van Geel 52' (pen.) Johan Havermans 71' Clemens Bastiaansen |
| Nacompetitie                                                                                           | Willem II                                                   | 0 – 0         | FC Groningen                                                           |
| 17 juni 1979 Plaats: Tilburg Gemeentelijk Sportpark Toeschouwers: 20.000 Scheidsrechter: Jan Severein  |                                                             |               |                                                                        |
| Nacompetitie                                                                                           | Fortuna SC                                                  | 1 – 1 (1 – 1) | Willem II                                                              |
| 24 juni 1979 Plaats: Sittard De Baandert Toeschouwers: 20.000 Scheidsrechter: Jan Beck                 | Hans Engbersen 36'                                          |               | 11' Martin van Geel                                                    |
| Nacompetitie                                                                                           | Willem II                                                   | 3 – 0 (1 – 0) | Telstar                                                                |
| 27 juni 1979 Plaats: Tilburg Gemeentelijk Sportpark Toeschouwers: 20.000 Scheidsrechter: Gerard Jonker | Clemens Bastiaansen 43' Martin van Geel 50' Dušan Ćosić 80' |               |                                                                        |

### KNVB beker
| 1e ronde                                               | TOP                | 1 – 2 (1 – 0) | Willem II                              |
| 20 augustus 1978 Plaats: Oss Sportpark TOP             | Martin Kardol 12'  |               | 75' Henk van Rooij 89' Hans Heeren     |
| 2e ronde                                               | Willem II          | 1 – 2 (1 – 1) | Roda JC                                |
| 15 oktober 1978 Plaats: Tilburg Gemeentelijk Sportpark | Henk van Rooij 25' |               | 40' Dick Nanninga 62' Pierre Vermeulen |

## Statistieken Willem II 1978/1979

### Eindstand Willem II in de Nederlandse Eerste divisie 1978 / 1979
| Stand | Gespeeld | Gewonnen | Gelijk | Verloren | Punten | Doelpunten voor | Doelpunten tegen |
| ----- | -------- | -------- | ------ | -------- | ------ | --------------- | ---------------- |
| 3e    | 36       | 17       | 14     | 5        | 48     | 60              | 32               |

### Topscorers
| #                    | Naam                  | Goal |
| -------------------- | --------------------- | ---- |
| 1.                   | Henk van Rooij        | 15   |
| 2.                   | Johan Havermans       | 9    |
| 3.                   | Clemens Bastiaansen   | 8    |
| 4.                   | Bud Brocken           | 5    |
| 4.                   | Ton van de Ven        | 5    |
| 6.                   | Hans Heeren           | 3    |
| 7.                   | Frank de Brouwer      | 2    |
| 7.                   | Martin van Geel       | 2    |
| 7.                   | Johan Huybregts       | 2    |
| 7.                   | Frans Roemgens        | 2    |
| 7.                   | Wil Swaans            | 2    |
| 12.                  | Johan van Bijsterveld | 1    |
| 12.                  | Dušan Ćosić           | 1    |
| 12.                  | Toon Nelemans         | 1    |
| Onbekende doelpunten |                       |      |
| –                    | Onbekend              | 2    |
| Totaal               | Totaal                | 60   |

| #      | Naam                | Goal |
| ------ | ------------------- | ---- |
| 1.     | Martin van Geel     | 3    |
| 2.     | Clemens Bastiaansen | 2    |
| 3.     | Dušan Ćosić         |      |
| 3.     | Johan Havermans     |      |
| 3.     | Henk van Rooij      |      |
| 3.     | Wil Swaans          |      |
| Totaal | Totaal              | 11   |

| #      | Naam           | Goal |
| ------ | -------------- | ---- |
| 1.     | Henk van Rooij | 2    |
| 2.     | Hans Heeren    | 1    |
| Totaal | Totaal         | 3    |

## Voetnoten
SC Amersfoort ·
FC Amsterdam ·
FC Den Bosch '67 ·
SC Cambuur ·
FC Dordrecht ·
Eindhoven ·
Excelsior ·
Fortuna SC ·
De Graafschap ·
FC Groningen ·
sc Heerenveen ·
Helmond Sport ·
Heracles '74 ·
SVV ·
Telstar ·
SC Veendam ·
FC Vlaardingen '74 ·
FC Wageningen ·
Willem II